# Waste Isolation Pilot Plant
Le Waste Isolation Pilot Plant (WIPP) est un centre de stockage de déchets radioactifs militaires et issus de la recherche installé dans la commune de Carlsbad dans le sud-est du Nouveau-Mexique. Un millier de personnes travaillent sur ce site en 2014. Il est exploité depuis le 26 mars 1999 par le département de l'Énergie des États-Unis. D'abord géré par Washington TRU Solutions, il est désormais géré depuis octobre 2012 par le consortium Nuclear Waste Partnership (NWP) formé par URS Corporation, Babcock & Wilcox et Orano.
À la suite d'un accident début 2014, l'activité du site a été suspendue pendant près de deux ans.

## Caractéristiques

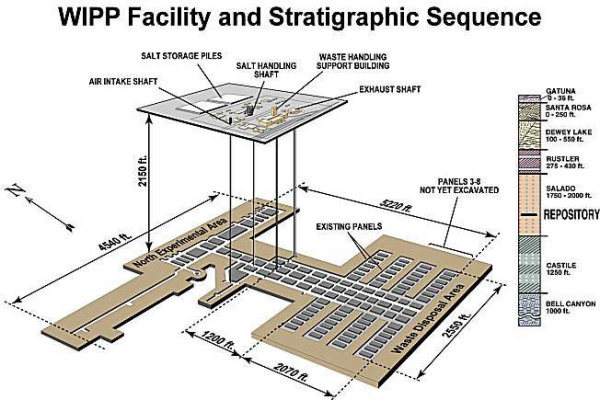
Plans des installations et séquences stratigraphiques.

Le choix de ce site qui s’étend sur environ 14 hectares remonte à 1979, mais sa réalisation a connu des années de retard pour des raisons techniques et administratives. Le WIPP a reçu son premier lot de déchets provenant de Los Alamos, fin mars 1991. La construction du site a coûté 2 milliards de dollars américains.
Installé dans des dômes de sel à plus de 650 mètres de profondeur, il peut contenir 173 600 mètres cubes de déchets, soit l'équivalent de 156 000 barils de 200 litres. 
En tout, ce sont environ 3 500 transports sur 30 à 35 ans qui devraient faire route vers le WIPP. Les autorités du Nouveau-Mexique ont réexaminé pendant plus de 10 ans les aspects de sûreté liés au transport des déchets destinés au WIPP, et en particulier l'intégrité des containers TRUPACT-II. 
Au bout de cinq ans d'activité, il était rempli aux environs de 20 % de ses capacités et en octobre 2010, il a reçu sa 9 000 cargaisons soit un total de 70 800 m3 de déchets sans incidents majeurs.
Légalement, le WIPP ne peut être utilisé pour le stockage des combustibles irradiés provenant des réacteurs. Ce site d'évacuation est réservé aux déchets transuraniens, c'est-à-dire aux déchets contaminés par des éléments radioactifs de numéro atomique supérieur à celui de l'uranium tels les Pu-238, Pu-239, Pu-240, Pu-241 et Am-241. Cela concerne principalement des déchets contenant du plutonium. Ces déchets sont aussi bien des gants utilisés pour la fabrication d'arme nucléaire, des surchaussures et des chiffons trempés dans des solvants que des machines-outils, et même les murs des pièces ou elles officiaient.
Il s'agit, en 2015, du seul site aux États-Unis de stockage définitif de déchets radioactifs à vie longue. Il est censé être actif jusqu'en 2070.

## Accident

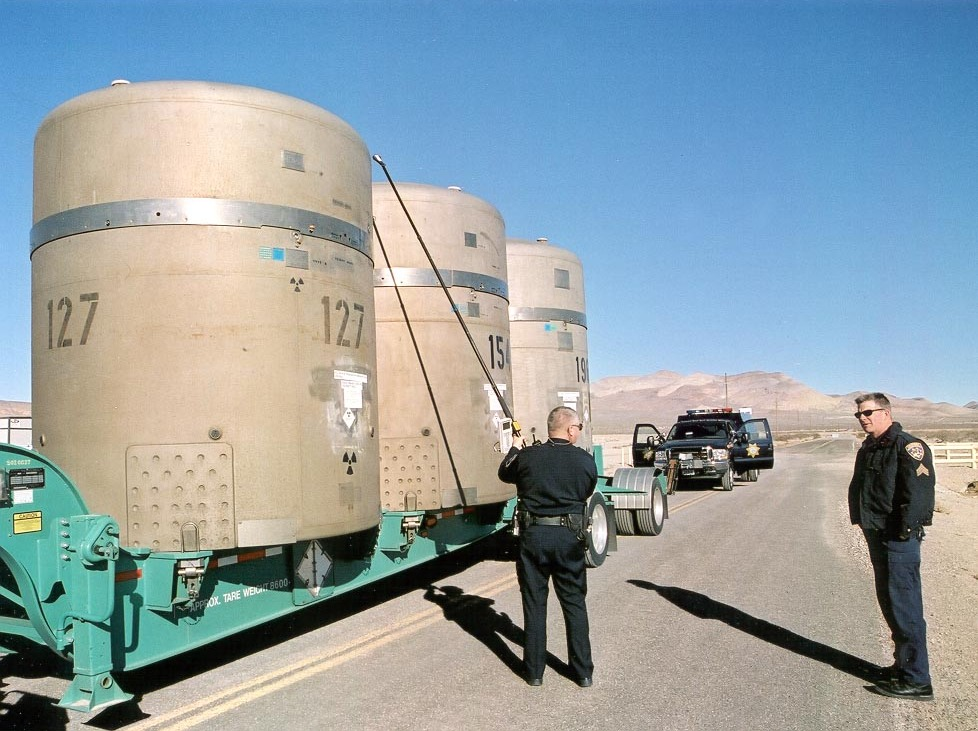
Chargement de déchets radioactifs destinés au WIPP.

L'exploitation a été suspendue le 14 février 2014 après une fuite radioactive ,. Sa reprise a été autorisée par l'administration Obama le 8 décembre 2016. Les transferts de déchets ont repris le 10 avril 2017.

## Précautions pour les prochains millénaires

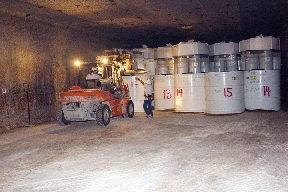
Stockage de déchets à l'intérieur du WIPP.

Il a été demandé par voie légale de dissuader le public de s'approcher trop près du site au cours des dix mille ans à venir. 
On décida de rédiger des avis en sept langues (les 6 langues officielles des Nations unies et le navajo) qui seront gravés sur des monuments en granit de vingt tonnes et dépassant les 7,5 mètres ainsi que sur des disques de 22 centimètres de diamètre d'argile réfractaire et d'oxyde d'aluminium enfouis au hasard dans tout le site.
Des renseignements plus détaillés concernant les « risques ensevelis » seront affichés aux murs de trois salles identiques, également ensevelies pour deux d'entre elles. Le tout sera bordé d'un accotement de terre de dix mètres de haut, incrusté d'aimants et de réflecteurs radars afin d'indiquer par tous les signaux possibles aux générations futures que quelque chose de dangereux est sous terre. C'est à cet endroit qu'un des premiers exemples de messages d'avertissement de longue durée sur les déchets nucléaires a été mis en pratique.